# أسوار القدس

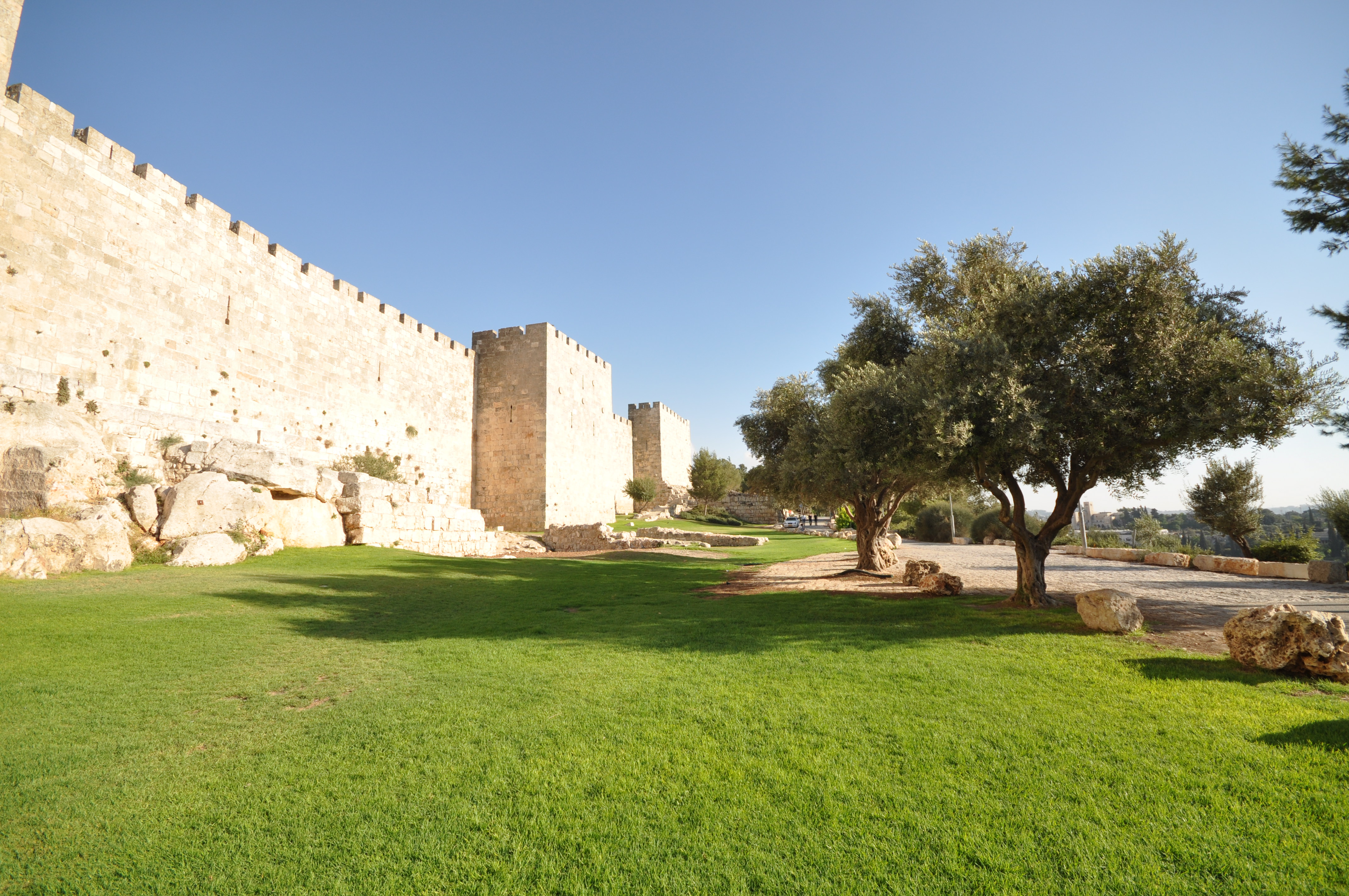
الأسوار العثمانية ترجع للقرن السادس عشر الميلادي

أسوار القدس هي أسوار تحيط بالبلدة القديمة في مدينة القدس (مساحتها حوالي 1 كم²)، بنيت الجدران بأمر من السلطان العثماني سليمان الأول خلال عامي 1535 و1538، عندما كانت القدس جزء من الدولة العثمانية.
طول الجدران هو 4018 مترا (2.4966 ميل)، ويبلغ متوسط ارتفاعها 12 مترا (39.37 قدم) ويبلغ متوسط سمكها 2.5 مترا (8.2 قدم)، وتحتوي الجدران على 34 برج مراقبة و8 بوابات.
في عام 1981 تمت إضافة أسوار القدس - بالإضافة إلى البلدة القديمة في القدس- إلى قائمة مواقع التراث العالمي لليونسكو،  واسمها الرسمي في القائمة هو «مدينة القدس القديمة وأسوارها».
بُنيت أسوار القدس لتحصين المدينة ضد الاختراقات والغزوات، أما اليوم فهي تعد عامل جذب للسياح نظرا لأنها لم تعد تستخدم كوسيلة لحماية المدينة.

## معرض

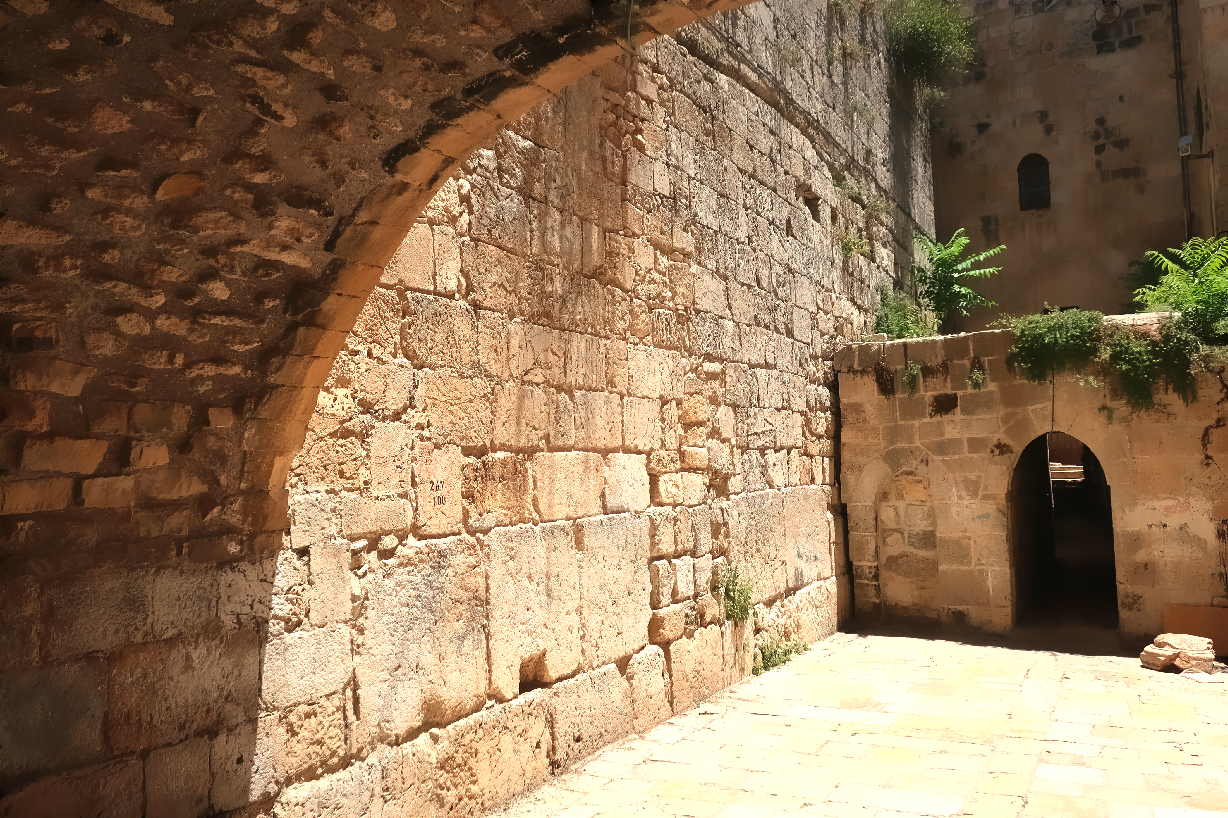
سور غربي صغير
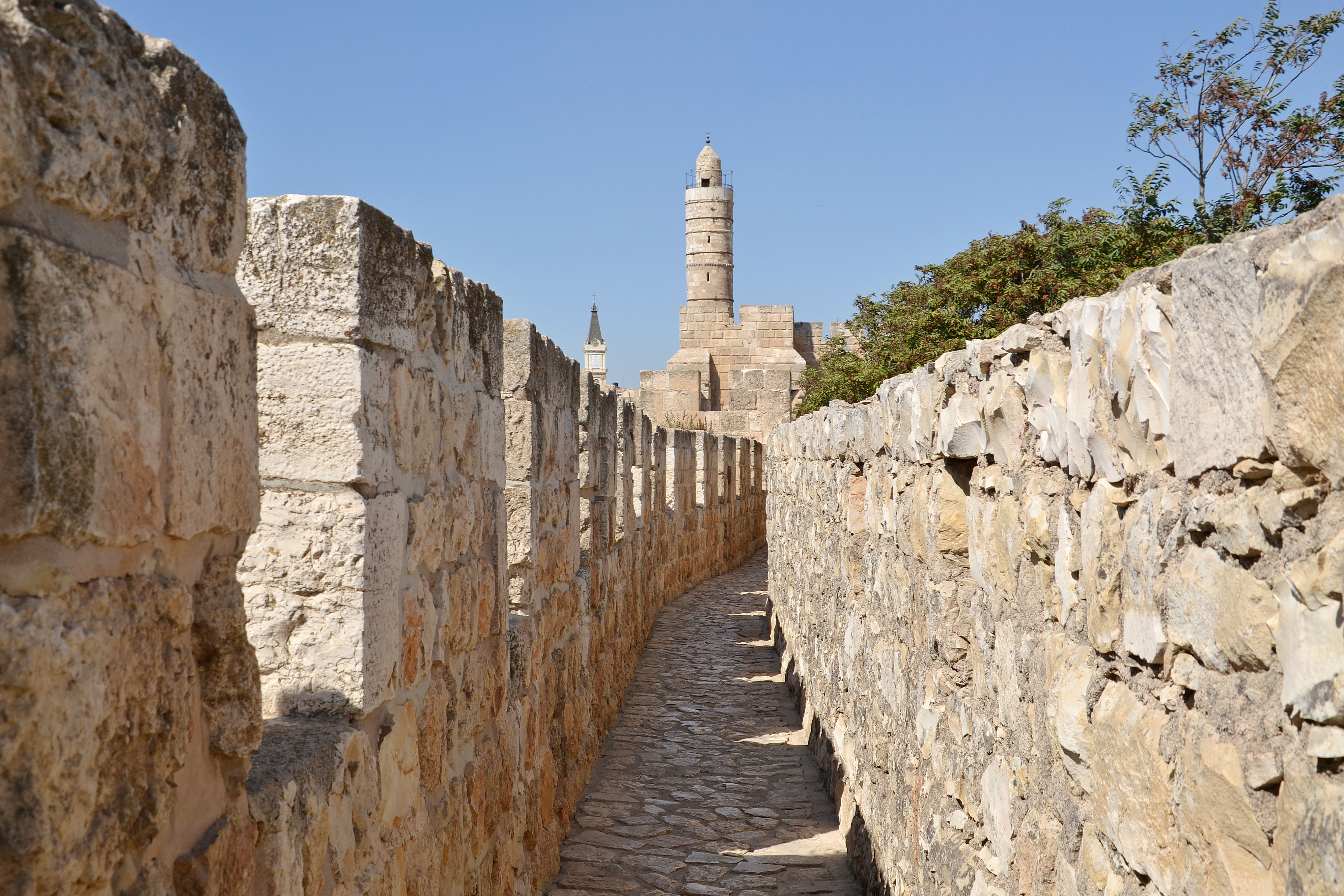
سور المدينة القديمة وبرج داوود في القدس
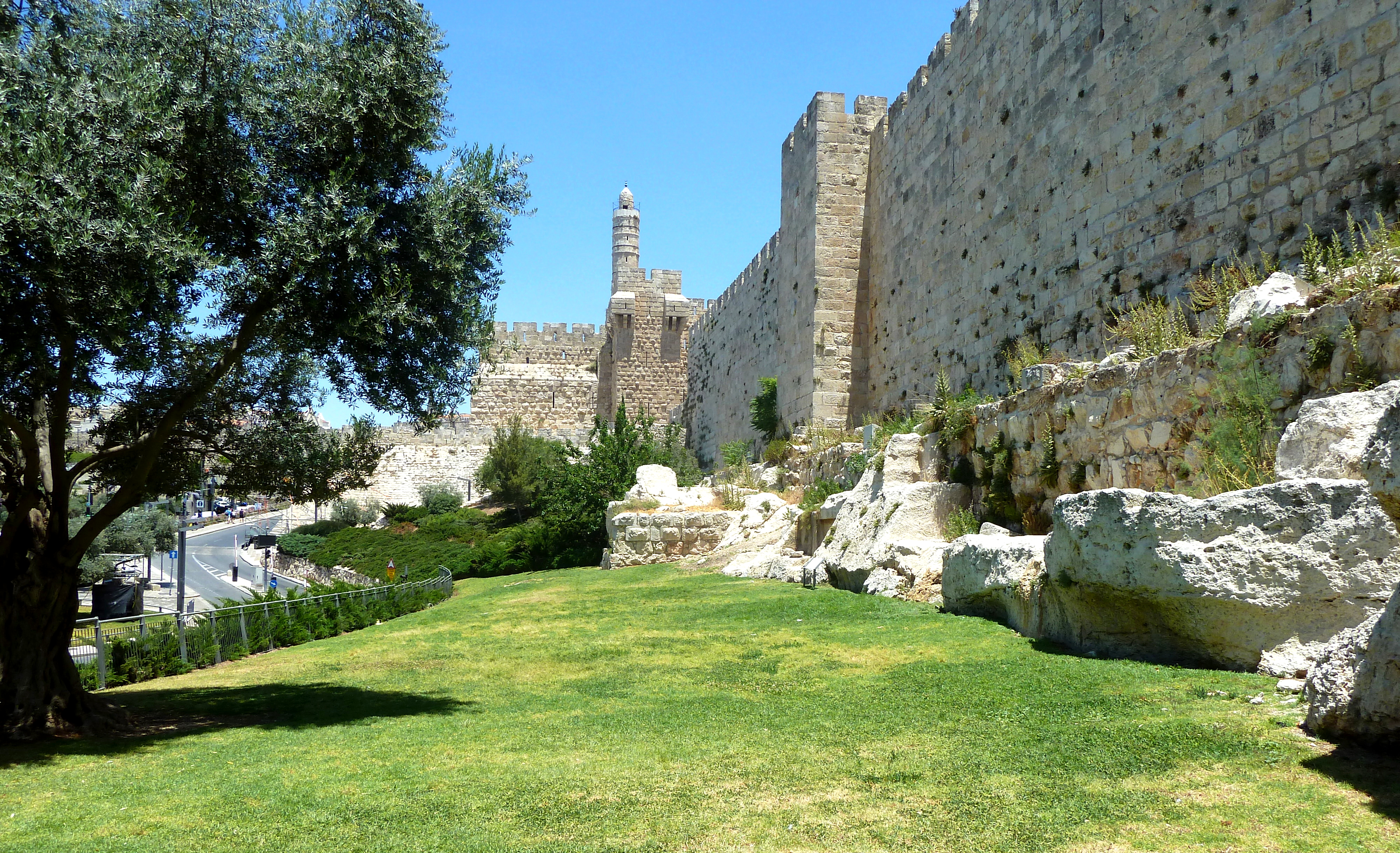
أسوار القدس القديمة
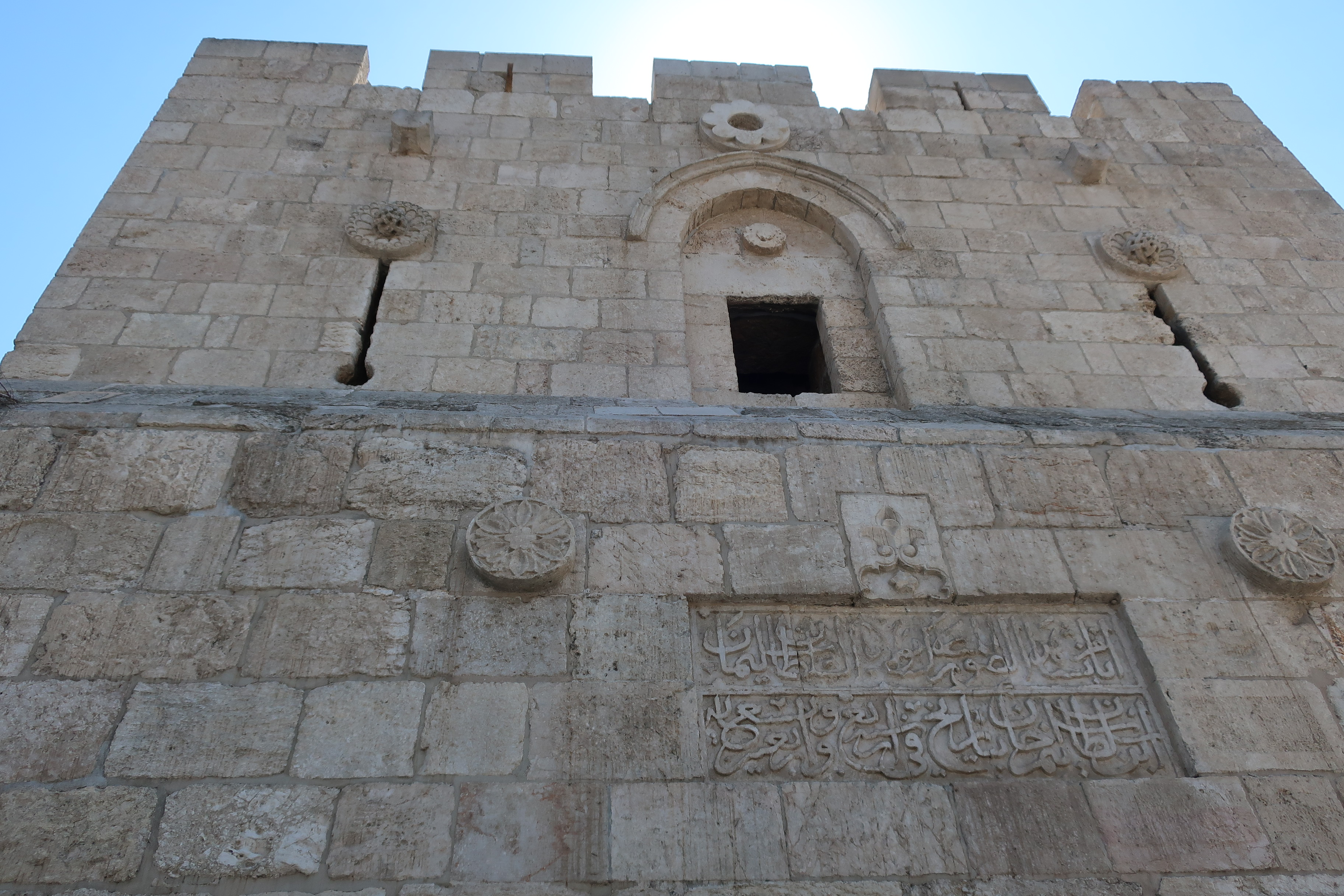
واجهة السور الشمالية الغربية
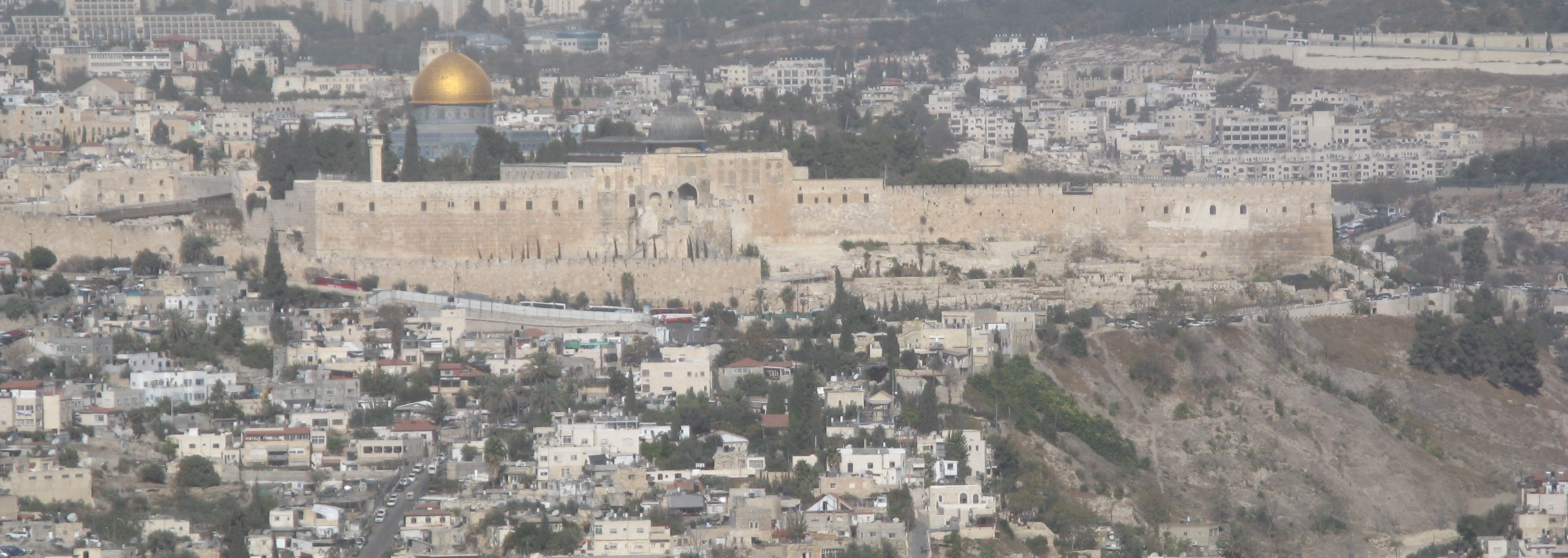
الأسوار الغربية _ القدس

## التاريخ
حوّطت مدينة القدس بالأسوار للدفاع عنها منذ بداية تأسيسها، حيث أنه في العصر البرونزي الوسيط تم بناء مدينة يبوس وهي في موقع القدس اليوم، وقد كانت صغيرة نسبيا (50,000 متر مربع) ولكنها كانت محصنة بالأسوار، وتقع بقايا جدارها فوق نفق حزقيا.
بعد سيطرة الرومان على القدس تم تدمير أسوارها، إلا أنه في وقت لاحق من عهد مدينة ايليا كابيتولينا (والتي بناها الإمبراطور هادريان، واحتلتها مُستَعمَرة رومانية في موقع مدينة «القدس حاليًا») تم إعادة بناء الأسوار بشكل جزئي، فيما بعد قامت الإمبراطورة "Aelia Eudocia" بتجديد أسوار القدس بشكل أوسع. في عام 1033 تدمر قسم كبير من الأسوار التي شيدتها الإمبراطورة Eudocia بسبب هزة أرضية ضربت المدينة. خلال الغزو الصليبي وسقوط القدس بيد الصليبيين عام 1099، أعيد بناء أسوار المدينة، إلا أن صلاح الدين قام بتدمير الأسوار عندما استعاد المدينة من سيطرة الصليبيين. في وقت لاحق أمر ابن أخ صلاح الدين الأيوبي بإعادة بناء أسوار المدينة، ولكن في وقت لاحق غيّر رأيه بعد أن تم بناء معظم أبراج المراقبة، وذلك خوفا من أن تقع المدينة بيد الصليبيين مجددا فيتحصنوا داخل أسوارها.

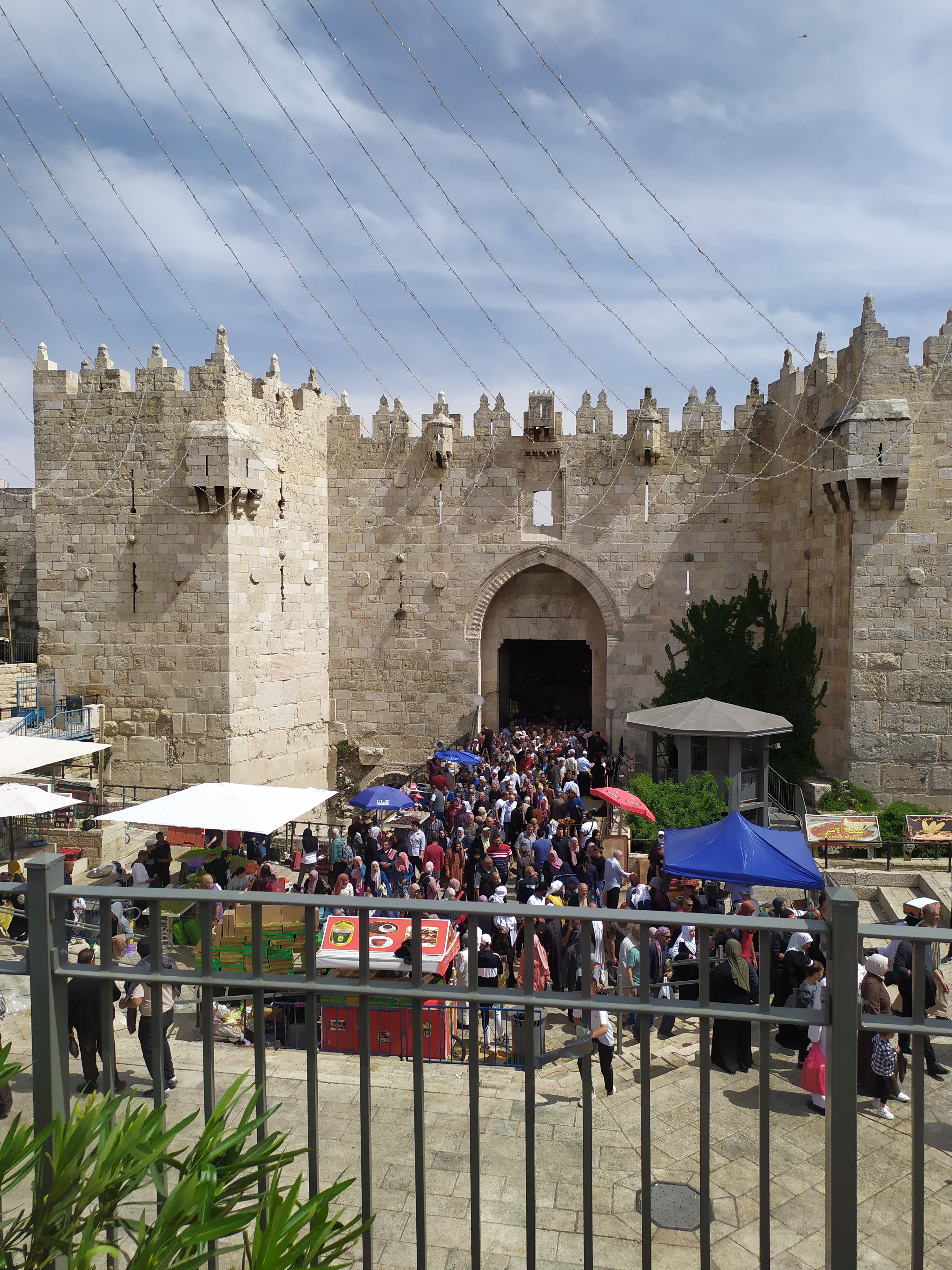
باب العامود

في القرن السادس عشر، في عهد الدولة العثمانية، قرر السلطان العثماني سليمان القانوني إعادة بناء أسوار المدينة بشكل كامل على ما تبقى من الأسوار القديمة، واستمر البناء من عام 1535 وحتى عام 1538، وهي الأسوار التي تحيط بالبلدة القديمة اليوم.
خلال حرب 1967، شهدت أسوار القدس والبلدة القديمة والحرم القدسي الشريف قتالا كانت نهايته سيطرت إسرائيل عليها.